# تلدنیا (شهرک)
تلدنیا (به لاتین: Teldeniya) یک منطقهٔ مسکونی در سری‌لانکا است که در ناحیه کندی واقع شده‌است.